# Danilo Sbardellotto
Danilo Sbardellotto (* 23. Oktober 1960 in Valdisotto, Provinz Sondrio) ist ein ehemaliger italienischer Skirennläufer. Er war auf die Disziplinen Abfahrt und Super-G spezialisiert.

## Biografie
Sbardellotto gewann seine ersten Punkte im Weltcup am 4. März 1980, als er Zwölfter der Abfahrt von Lake Louise wurde. Mehr als zweieinhalb Jahre später, am 10. Januar 1983, fuhr er in Val-d’Isère auf den dritten Platz. In der Folge konnte er diesen Podestplatz während längerer Zeit nicht bestätigen, fuhr jedoch regelmäßig unter die besten 15. Sein bestes Weltcup-Ergebnis ist ein zweiter Platz, erzielt am 20. März 1988 in Åre.
Sbardellottos beste Ergebnisse bei Weltmeisterschaften sind zweimal ein 13. Platz in den Jahren 1985 und 1989, bei den Olympischen Winterspielen 1988 wurde er Zehnter in der Abfahrt. Ende der Saison 1991/92 trat er vom Spitzensport zurück.

## Erfolge

### Olympische Spiele
- Sarajevo 1984: 20. Abfahrt
- Calgary 1988: 10. Abfahrt

### Weltmeisterschaften
- Bormio 1985: 13. Abfahrt
- Crans-Montana 1987: 15. Abfahrt
- Vail 1989: 13. Abfahrt

### Weltcup
- Saison 1987/88: 10. Abfahrtswertung
- 2 Podestplätze, 18 weitere Platzierungen unter den besten zehn

### Italienische Meisterschaften
- italienischen Meister in der Abfahrt 1982 und im Super-G 1987